# Johnny Paul Koroma
Johnny Paul Koroma (né le 9 mai 1960 et mort le 1er juin 2003) est un militaire et homme politique sierra-léonais. Il est à la tête du Conseil révolutionnaire des forces armées (AFRC), chef de l'État de facto, de mai 1997 à février 1998, durant la guerre civile.

## Biographie

### Carrière militaire
Il est né à Tombodu, dans le district de Kono, dans l'est de la Sierra Leone. C'est un Limba du nord, la même ethnie que celle du président Joseph Saidu Momoh, chassé du pouvoir par un coup d'État le 29 avril 1992.
Johnny Paul Koroma reçoit sa formation militaire au Nigeria et en Grande-Bretagne. Il commande les forces gouvernementales contre le Revolutionary United Front (RUF) de Foday Sankoh.

### Les coups d'État
Il est arrêté en août 1996 après avoir été suspecté de préparer un coup d'État, visant à prendre le contrôle du sud du pays.
Il est libéré le 25 mai 1997 après un coup d'État réussi par ses troupes de l'AFRC, qui contraignent à l'exil le président élu Ahmad Tejan Kabbah. Peu de temps après, il conclut un accord avec le RUF, pour se partager le pouvoir.
Il est chassé du pouvoir lorsque les forces armées de l'ECOMOG entrent dans la capitale Freetown, pour remettre en place le président Ahmad Tejan Kabbah, le 10 mars 1998.
À la fin de la guerre civile, il se présente aux élections générales, du 14 mai 2002, comme candidat présidentiel. Il perd avec 4 % des voix, face à Ahmad Tejan Kabbah.
Le 19 janvier 2003, il est soupçonné d'avoir préparé une attaque contre un dépôt militaire de Freetown. Selon la presse sierra-léonaise, cette attaque était la première étape dans une nouvelle tentative de coup d'État. Le gouvernement de Sierra Leone ne fait aucun commentaire.

### L'inculpation
Le 10 mars 2003, il est inculpé par le Tribunal spécial pour la Sierra Leone de crimes de guerre. En fuite, il n'est par contre jamais arrêté.
Le 1er juin 2003, il est officiellement déclaré mort au Liberia voisin, dans des circonstances mystérieuses,.